# Tingupa auricula
Tingupa auricula är en mångfotingart som beskrevs av Shear 1981. Tingupa auricula ingår i släktet Tingupa och familjen Tingupidae. Inga underarter finns listade i Catalogue of Life.